# Колледж (фильм, 2008)
«Колледж» (англ. College) — американский комедийный фильм 2008 года режиссёра Дэба Хэйгэна (Deb Hagan). Сценарист — Дэн Каллахан (Dan Callahan). В главных ролях — Дрейк Белл, Эндрю Колдуэлл и Алона Таль. Мировая премьера состоялась 21 августа 2008 года; в России — 11 сентября 2008 года.

## Сюжет
Главное правило первокурсника: не нажить себе врагов в первый же день в колледже. Кэвин и его друзья об этом не знали. В первый же день ребятам удаётся познакомиться с самыми красивыми студентками и тем самым навлечь на себя гнев лидера студенческого братства. С этого момента скучная на первый взгляд поездка превращается в череду злоключений и умопомрачительных приключений.
Пиво из системы пожаротушения, суперклей на унитазах — все это лишь малая часть сюрпризов, которые ожидают лидера студенческого братства, а заодно и весь колледж по приезде Кэвина и его друзей.

## В ролях
| Актёр             | Роль            |
| ----------------- | --------------- |
| Дрейк Белл        | Кевин Брювер    |
| Эндрю Колдуэлл    | Картер Скотт    |
| Алона Тал         | Джина           |
| Эндри Мосс        | Эшли            |
| Кэролин Мосс      | мама Кевина     |
| Райан Пинкстон    | Флетчер         |
| Мелисса Лингафэлт | молодая девушка |
| Ава Сантана       | девушка         |
| Хейли Беннетт     | Кэндал          |
| Хизер Вандевен    | Хизер Вандевен  |
| Валентина Вон     | Валентина Вон   |

## Критика
Фильм получил в основном отрицательные отзывы критиков. На агрегаторе рецензий Rotten Tomatoes рейтинг одобрения составляет 5 % на основе 43 обзоров со средней оценкой 2,7 из 10. Консенсус сайта гласит: «Бледная имитация непристойных комедий старого братства, целится низко и промахивается».
Гэри Голдштейн из Los Angeles Times раскритиковал сценарий за «упор на вульгарный юмор и дурной вкус, а не на остроумие, обаяние и оригинальность», назвав его «утомительным». Марк Савлов из The Austin Chronicle счёл фильм «настолько громким и раздражающим, что он сам по себе даёт повод накачать себя коктейлями перед входом в кинотеатр». Оуэн Глейберман из Entertainment Weekly поставил фильму оценку «C−», сказав: «Дружелюбный, но беззубый, в нём мало энергии даже для ностальгии по анархическим вечеринкам». Натан Рабин из The A.V. Club дал оценку «D-», заявив: «Это безрадостная осечка, решившая представить проверенные временем основные элементы студенческой комедии самым небрежным и наименее удовлетворительным образом».